# Врестлманија 41
Врестлманија 41, такође промовисана у медијима као Врестлманија у Лас Вегасу, била је  рвачки догађај из 2025. године ,преко медија (PPV) и путем Нетфликса, а продуцирао га је WWE . Била је то 41. годишњица Врестлманија и одржана је као дводневни догађај у суботу, 19. априла и недељу, 20. априла 2025. године,  стадиону Алеџант у Парадајзу, Невада, за рваче из емисија Raw и SmackDown . Ово је била друга Врестлманија после 1993. која се одржала у области Лас Вегаса, након Врестлманије IX,која је одржана у Цезаровој палати .
Ово је била прва Врестлманија која је уживо преношена на Нетфликсу која је била преношена уживо широм света, јер је компанија започела десетогодишњи уговор са WWE-ом у јануару 2025. године. Ово је била прва Врестлманија одржана током ускршњег викенда и прва Врестлманија у којој је учествовао ЦМ Панк пошто му је задњи меч био на Врестлманији 29. 2013. године, што је укључивало и његов главни меч на Врестлманији у његовој каријери. На овом догађају десио се и последњи меч Њен календарски датум, 19. и 20. април, је такође и најновији датум одржавања Врестлманије.
Шоу се састојао од укупно четрнаест мечева, равномерно распоређених између две вечери. У главном мечу прве вечери , који је био унакрсни промотивни меч, Сет Ролинс из Raw-а победио је CM Punk- а из Raw-а Романа Рејнса из SmackDown-а у мечу троструке претње, у којем се Пол Хејман окренуо против Панка и Рејнса да би помогао Ролингсу и са њим касније направио сарадњу. У осталим мечевима, Џејкоб Фату је победио Ел Еј Најта и освојио титулу Сједињених Држава везану за SmackDown, Тифани Стратон је победила Шарлот Флер и задржала титулу шампиона WWE за жене везану за SmackDown, а у уводној борби, Џеј Усо је победио Гантера предајом и освојио титулу светског првенства у тешкој категорији везану за Raw. 
У главном мечу друге ноћи, Џон Сина је победио Кодија Роудса и освојио SmackDown титулу комплетног шампиона компаније, што је његов рекордни 17. WWE шампионски подвиг престигавши Рика Флејера у броју укупно освојених титула. У другим истакнутим мечевима, Доминик Мистерио је победио Брона Брејкера, Фина Балора и Пенту у фаталном мечу четири стране освојивши WWE интерконтиненталну титулу везану за Raw, Дру Макинтајер је победио Дејмијана Приста у Sin City Street Fight-у, Логан Пол је победио Еј-Џеја Стајлса, а у уводном мечу, Ијо Скај из Raw-а је победила Бјанку Белер из SmackDown-а и Рију Рипли из Raw-а у мечу троструке претње и тако задржала титулу у женској конкуренцији везану за Raw-а .Друга ноћ обележена је наступима репера Тревиса Скота(који се појавио у мечу Џона Сине и Кодија Роудса) и Џоа Хендрија из друге рвачке компаније Total Nonstop Action Wrestling (TNA)(који је имао меч са Ренди Ортоном), као и по повратку Беки Линч, која је одсутна од рвања од маја 2024. године.
Догађај је добио помешане критике, при чему су главни догађај Прве ноћи и меч за титулу у женској конкуренцији издвојени за похвале, док су „Улична борба у граду греха“, меч за интерконтинентално првенство, меч Еј-Џеј Стајлс против Логана Пола и меч за првенство Сједињених Држава такође добили позитивне критике. Критике су се углавном односиле на мечеве везане за обе титуле у мушкој конкуренцији,одакле је главни меч друге вечери као и завршетак оставио утисак многим фановима али и критичарима при чему је описан као ,,антиклимактичан.